# Гиду Мантега
Гиду Мантега (на португалски: Guido Mantega, португ. произношение: [ˈɡidu ˈmɐ̃teɡɐ]), роден на 7 април 1949 г. в Генуа, Италия, е бразилски икономист и политик, министър на планирането и бюджета на Бразилия от 1 януари 2003 г. до 18 ноември 2004 г. и министър на финансите Бразилия от 27 март 2006 г. до 1 януари 2015 г.
Завършва икономика във Факултета по икономика, бизнес и счетоводство на Университета в Сао Пауло, Бразилия. Професор по икономика в няколко водещи университета в Сао Пауло.
Дълго време е свързван с лявото крило на Бразилската работническа партия. Ключова фигура в успешната кампания за президентските избори на основателя и лидера на партията Луис Инасиу Лула да Силва. След като идва на власт, Мантега е назначен за министър на планирането, а по-късно – за председател на Бразилската национална банка за икономическо и социално развитие (BNDES). На 27 март 2006 г. е назначен за министър на финансите на Бразилия, като заменя на поста подалия оставка Антониу Палочи по обвинения в корупция.
Гиду Мантега става известен с изявленията си за „международна валутна война“. Според него изкуствено поддържаното ниско ниво на обменните курсове на валутите причинява големи загуби на развиващите се икономики поради влошена конкурентоспособност.

## Публикации
- Martin Wolf. Currencies clash in new age of beggar-my-neighbour. The Financial Times. 29 септември 2010. Посетен на 29 септември 2010.
- Jonathan Wheatley in São Paulo and Peter Garnham in London (2010-09-27) „Brazil in currency war alert“.
- „Министърът на финансите на Бразилия Гуидо Мантега подчерта, че сме в условия на валутна война“
- „Международната валутна война е вече факт“
- „Отново война – този път валутна“ Архив на оригинала от 2016-03-12 в Wayback Machine.